# Morović
Morović (cyr. Моровић) – wieś w Serbii, w Wojwodinie, w okręgu sremskim, w gminie Šid. W 2011 roku liczyła 1774 mieszkańców.